# 가우스 소거법
선형대수학에서 가우스 소거법(Gauß消去法, 영어: Gaussian elimination)이란, 연립일차방정식을 풀이하는 알고리즘이다. 풀이 과정에서, 일부 미지수가 차츰 소거되어 결국 남은 미지수에 대한 선형 결합으로 표현되면서 풀이가 완성된다. 가우스 소거법은 보통 행렬을 사용하며, 첨가 행렬을 그와 풀이가 같은 더 간단한 행렬로 변환하여 풀이를 완성한다. 가우스 소거법은 행렬식과 역행렬의 계산에도 응용된다.

## 정의
체 {\displaystyle K}에 대하여, {\displaystyle n}개의 미지수에 대한 {\displaystyle m}개의 방정식으로 구성된 연립일차방정식
{\displaystyle Mx=0}
이 주어졌다고 하자. 여기서
{\displaystyle M={\begin{pmatrix}M_{11}&M_{12}&\cdots &M_{1,n+1}\\M_{21}&M_{22}&\cdots &M_{2,n+1}\\\vdots &\vdots &\ddots &\vdots \\M_{m1}&M_{m2}&\cdots &M_{m,n+1}\end{pmatrix}}}
은 주어진 {\displaystyle m\times (n+1)} 행렬이고,
{\displaystyle x={\begin{pmatrix}x_{1}\\x_{2}\\\vdots \\x_{n}\\1\end{pmatrix}}}
은 {\displaystyle n}개의 미지수를 포함하는 열벡터이다. 즉, 이는 풀어서 쓰면 다음과 같다.
{\displaystyle M_{11}x_{1}+M_{12}x_{2}+\cdots +M_{1,n}x_{n}+M_{1,n+1}=0}
{\displaystyle M_{21}x_{1}+M_{22}x_{2}+\cdots +M_{2,n}x_{n}+M_{2,n+1}=0}
{\displaystyle \vdots }
{\displaystyle M_{m1}x_{1}+M_{m2}x_{2}+\cdots +M_{m,n}x_{n}+M_{m,n+1}=0}

### 기본 행 연산
이 경우, 이 연립방정식에 다음과 같은 세 가지 연산을 가할 수 있다. 이들을 기본 행 연산(基本行演算, 영어: elementary row operation)이라고 한다.
- (행의 치환) {\displaystyle M}의 {\displaystyle i}번째 행과 {\displaystyle j}번째 행을 서로 바꾼다.

{\displaystyle {\begin{pmatrix}M_{11}&M_{12}&\cdots &M_{1,n+1}\\\vdots &\vdots &&\vdots \\M_{i1}&M_{i2}&\cdots &M_{i,n+1}\\\vdots &\vdots &&\vdots \\M_{j1}&M_{j2}&\cdots &M_{j,n+1}\\\vdots &\vdots &&\vdots \\M_{m1}&M_{m2}&\cdots &M_{m,n+1}\end{pmatrix}}x=0\implies {\begin{pmatrix}M_{11}&M_{12}&\cdots &M_{1,n+1}\\\vdots &\vdots &&\vdots \\M_{j1}&M_{j2}&\cdots &M_{j,n+1}\\\vdots &\vdots &&\vdots \\M_{i1}&M_{i2}&\cdots &M_{i,n+1}\\\vdots &\vdots &&\vdots \\M_{m1}&M_{m2}&\cdots &M_{m,n+1}\end{pmatrix}}x=0}
- (행의 상수곱) {\displaystyle i}번째 행을 0이 아닌 임의의 상수 {\displaystyle a\in K\setminus \{0\}}으로 곱한다.

{\displaystyle {\begin{pmatrix}M_{11}&M_{12}&\cdots &M_{1,n+1}\\\vdots &\vdots &&\vdots \\M_{i1}&M_{i2}&\cdots &M_{i,n+1}\\\vdots &\vdots &&\vdots \\M_{m1}&M_{m2}&\cdots &M_{m,n+1}\end{pmatrix}}x=0\implies {\begin{pmatrix}M_{11}&M_{12}&\cdots &M_{1,n+1}\\\vdots &\vdots &&\vdots \\aM_{i1}&aM_{i2}&\cdots &aM_{i,n+1}\\\vdots &\vdots &&\vdots \\M_{m1}&M_{m2}&\cdots &M_{m,n+1}\end{pmatrix}}x=0}
- (행의 합) 임의의 상수 {\displaystyle a\in K}에 대하여, {\displaystyle i}번째 행의 {\displaystyle a}배를 {\displaystyle j}번째 행에 더한다.

{\displaystyle {\begin{pmatrix}M_{11}&M_{12}&\cdots &M_{1,n+1}\\\vdots &\vdots &&\vdots \\M_{i1}&M_{i2}&\cdots &M_{i,n+1}\\\vdots &\vdots &&\vdots \\M_{j1}&M_{j2}&\cdots &M_{j,n+1}\\\vdots &\vdots &&\vdots \\M_{m1}&M_{m2}&\cdots &M_{m,n+1}\end{pmatrix}}x=0\implies {\begin{pmatrix}M_{11}&M_{12}&\cdots &M_{1,n+1}\\\vdots &\vdots &&\vdots \\M_{i1}&M_{i2}&\cdots &M_{i,n+1}\\\vdots &\vdots &&\vdots \\aM_{i1}+M_{j1}&aM_{i2}+M_{j2}&\cdots &aM_{i,n+1}+M_{j,n+1}\\\vdots &\vdots &&\vdots \\M_{m1}&M_{m2}&\cdots &M_{m,n+1}\end{pmatrix}}x=0}

### 행사다리꼴행렬
{\displaystyle m\times (n+1)} 행렬 {\displaystyle M}에 대하여, {\displaystyle j_{0}(i)=\min\{j\leq n\colon M_{ij}\neq 0\}}이라고 하면, {\displaystyle M_{i,j_{0}(i)}}를 {\displaystyle i}번째 행의 선행 계수(先行係數, 영어: leading coefficient)라고 한다. 선행 계수는 존재하지 않을 수 있다.
{\displaystyle m\times (n+1)} 행렬 {\displaystyle M}이 다음 조건을 만족시키면, {\displaystyle M}을 행사다리꼴행렬(사다리꼴行列, 영어: échelon matrix)이라고 한다.
- 만약 {\displaystyle 0=M_{i1}=\cdots =M_{in}}이라면, 모든 {\displaystyle i\leq i'}에 대하여 {\displaystyle 0=M_{i'1}=\cdots =M_{i'n}}이다.
- 만약 {\displaystyle i<i'}이며 {\displaystyle j_{0}(i)}와 {\displaystyle j_{0}(i')}가 존재한다면, {\displaystyle j_{0}(i)<j_{0}(i')}이다.

{\displaystyle m\times (n+1)} 행렬 {\displaystyle M}이 다음 조건을 만족시키면, {\displaystyle M}을 기약행사다리꼴행렬(旣約行사다리꼴行列, 영어: reduced-row échelon matrix)이라고 한다.
- {\displaystyle M}은 행사다리꼴행렬이다.
- {\displaystyle j_{0}(i)}가 존재한다면, {\displaystyle M_{i,j_{0}(i)}=1}이며, 모든 {\displaystyle i'\neq i}에 대하여 {\displaystyle M_{i',j_{0}(i)}=0}이다.

즉, 행사다리꼴행렬은 행렬의 항들이 대략 위에는 사다리꼴, 밑에는 0인 형태의 행렬이다. 기약행사다리꼴행렬 조건은 행사다리꼴행렬 조건보다 더 강한 조건이다.
예를 들어, 다음과 같은 행렬은 행사다리꼴행렬이다.
{\displaystyle {\begin{pmatrix}1&a_{0}&a_{1}&a_{2}&a_{3}\\0&0&2&a_{4}&a_{5}\\0&0&0&1&a_{6}\end{pmatrix}}}
다음과 같은 행렬은 기약행사다리꼴행렬이다.
{\displaystyle {\begin{pmatrix}1&0&a_{1}&0&a_{2}\\0&1&a_{3}&0&a_{4}\\0&0&0&1&a_{5}\end{pmatrix}}}

### 가우스 소거법
가우스 소거법은 {\displaystyle m\times n} 행렬 {\displaystyle M}을 기본행연산을 가하여 행사다리꼴행렬로 만드는 알고리즘이며, 다음과 같다. 먼저 첫번째 행을 다음과 같이 처리한다.
1. 선행 계수가 위치하는 가장 작은 열수 {\displaystyle j_{1}\leq n}을 찾는다.
2. {\displaystyle M_{1j_{1}}=0}이라면, 첫번째 행을 {\displaystyle M_{i_{1}j_{1}}\neq 0}인 어떤 {\displaystyle i_{1}>1}번째 행과 치환한다.
3. 모든 {\displaystyle i>1}번째 행에 첫번째 행의 {\displaystyle -M_{ij_{1}}/M_{1j_{1}}}배를 더해, {\displaystyle M_{1j_{1}}} 밑의 항들을 0으로 만든다.

그 뒤, 두번째 행을 다음과 같이 처리한다.
1. 어떤 {\displaystyle i\geq 2}번째 행의 선행 계수가 위치하는 가장 작은 열수 {\displaystyle j_{2}\leq n}을 찾는다.
2. {\displaystyle M_{2j_{2}}=0}이라면, 두번째 행을 {\displaystyle M_{i_{2}j_{2}}\neq 0}인 어떤 {\displaystyle i_{2}>2}번째 행과 치환한다.
3. 모든 {\displaystyle i>2}번째 행에 두번째 행의 {\displaystyle -M_{ij_{2}}/M_{2j_{2}}}배를 더해, {\displaystyle M_{2j_{2}}} 밑의 항들을 0으로 만든다.

뒤에 오는 다른 행에 대하여, 순차적으로 위와 같이 처리한다. 일반적으로, {\displaystyle k}번째 행은 다음과 같이 처리한다.
1. 어떤 {\displaystyle i\geq k}번째 행의 선행 계수가 위치하는 가장 작은 열수 {\displaystyle j_{k}\leq n}을 찾는다.
2. {\displaystyle M_{kj_{k}}=0}이라면, {\displaystyle k}번째 행을 {\displaystyle M_{i_{k}j_{k}}\neq 0}인 어떤 {\displaystyle i_{k}>k}번째 행과 치환한다.
3. 모든 {\displaystyle i>k}번째 행에 {\displaystyle k}번째 행의 {\displaystyle -M_{ij_{k}}/M_{kj_{k}}}배를 더해, {\displaystyle M_{kj_{k}}} 밑의 항들을 0으로 만든다.[1]

만약 어떤 {\displaystyle j_{r+1}\leq n}가 존재하지 않는다면, {\displaystyle r}번째 행에서 멈춘다. 만약 항상 {\displaystyle j_{k}\leq n}를 찾을 수 있다면, 모든 {\displaystyle k=1,2,\ldots ,m}번째 행에 대하여 순차적으로 위와 같이 처리하며, {\displaystyle r=n}으로 둔다.
기약행사다리꼴행렬을 원한다면, 찾았던 모든 {\displaystyle j_{k}=j_{r},j_{r-2},\ldots ,j_{1}}에 대하여 순차적으로 다음과 같은 단계를 추가로 거친다.
1. {\displaystyle k}번째 행에 {\displaystyle 1/M_{kj_{k}}}를 곱해, {\displaystyle M_{kj_{k}}}를 1로 만든다.
2. 모든 {\displaystyle i<k}번째 행에 {\displaystyle k}번째 행의 {\displaystyle -M_{ij_{k}}}배를 더해, {\displaystyle M_{kj_{k}}} 위의 항들을 0으로 만든다.

여기서 {\displaystyle r\leq m}이며 {\displaystyle r\leq n}인 데 주의하자. 사실, 이는 행렬의 계수이다.
- 기약행사다리꼴행렬의 과정을 특히 조단이 제시한 "가우스 조단 소거법"으로 부른다.

## 성질

### 기본행연산
세 가지 기본행연산은 모두 가역 연산이다.
- 행의 치환의 역연산은, 자기 자신이다.
- 행의 상수곱의 역연산은, 그 행에 그 상수 대신 역수를 곱하는 것이다.
- 어떤 행에 다른 행의 배수를 더하는 것의 역연산은, 더하는 대신 빼는 것이다.

두 연립일차방정식의 첨가 행렬이 하나에 기본행연산을 가하여 다른 하나를 얻을 수 있다면, 행동치라고 한다. 첨가 행렬이 행동치라면, 연립방정식의 풀이는 서로 같다.
기본 행렬은 단위 행렬에 기본행연산을 한 번 가하여 얻는 행렬이다. 이에 따라, 세 가지 기본행연산은 기본 행렬 곱셈과 같다.

### 행사다리꼴행렬
가우스 소거법 알고리즘에서 알 수 있듯, 모든 연립일차방정식의 첨가 행렬은 그와 같은 해를 갖는 행사다리꼴행렬 및 기약행사다리꼴행렬로 변환할 수 있다. 따라서, 연립일차방정식의 풀이는 행사다리꼴행렬 및 기약행사다리꼴에 대한 풀이로 귀결된다.
{\displaystyle m\times (n+1)} 행사다리꼴행렬 {\displaystyle R}에 대한 연립일차방정식 {\displaystyle Rx=0}에 대하여, 다음 두 조건이 서로 동치이다.
- 해가 존재한다.
- 상수항이 0이 아닌 행이 존재하지 않는다. (상수항은 {\displaystyle n+1}번째 열의 항, 0행은 선행 계수가 없는 행을 뜻한다.)

해가 존재하는 {\displaystyle Rx=0}의 경우, 다음 두 조건이 서로 동치이다.
- 해가 유일하다.
- {\displaystyle r=n}. 즉, 0행이 아닌 행의 개수는 미지수의 개수와 같다. 즉, 선행 계수가 없는 열이 계수 행렬에 존재하지 않는다.

달리 말해, 해가 존재하는 {\displaystyle Rx=0}의 경우, 다음 두 조건이 서로 동치이다.
- 해가 유일하지 않다. (체의 표수가 0이라면, 이는 해가 무한히 많은 것과 동치이다.)
- {\displaystyle r<n}. 즉, 0행이 아닌 행의 개수는 미지수의 개수보다 적다. 즉, 선행 계수가 없는 열이 계수 행렬에 존재한다.

### 행렬식의 계산
가우스 소거법을 사용하여 정사각행렬의 행렬식을 계산할 수 있다. 이는 정사각행렬에 대하여 다음 사실들이 성립하기 때문이다.
- 기본행연산을 가하면, 행렬식은 "상수배" 변화하며, 주어진 기본행연산이 행렬식을 변화시키는 배수는 자명하다. 즉,
  - 행을 치환하면, 행렬식은 -1배가 된다.
  - 행에 상수곱을 하면, 행렬식은 그 상수의 역수배가 된다.
  - 어떤 행에 다른 어떤 행의 상수배를 더하면, 행렬식은 변하지 않는다.
- 가우스 소거법을 통해 행렬을 행사다리꼴행렬로 변환할 수 있다. 특히 정사각행렬이므로, 이는 0행(즉 모든 항이 0인 행)을 갖거나, 상삼각행렬이다.
- 0행을 갖는 정사각행렬의 행렬식은 0이다.
- 상삼각행렬의 행렬식은 모든 대각항의 곱이다.

### 역행렬의 계산
가우스 소거법을 사용하여 정사각행렬의 역행렬을 계산할 수 있다. {\displaystyle n\times n} 행렬 {\displaystyle M}의 역행렬은 다음과 같이 계산한다. {\displaystyle M}에 {\displaystyle n\times n} 단위행렬을 추가하여 {\displaystyle n\times 2n} 행렬로 만든다.
{\displaystyle {\begin{pmatrix}M_{1,1}&\cdots &M_{1,n}&1&\cdots &0\\\vdots &\ddots &\vdots &\vdots &\ddots &\vdots \\M_{n,1}&\cdots &M_{n,n}&0&\cdots &1\end{pmatrix}}}
이 행렬에 기본행연산을 가하여
{\displaystyle {\begin{pmatrix}1&\cdots &0&{\tilde {M}}_{11}&\cdots &{\tilde {M}}_{1,n}\\\vdots &\ddots &\vdots &\ddots &\vdots &\ddots \\0&\cdots &1&{\tilde {M}}_{n,1}&\cdots &{\tilde {M}}_{n,n}\end{pmatrix}}}
로 만든다면, 행렬 {\displaystyle {\tilde {M}}}은 {\displaystyle M^{-1}}과 같다.
{\displaystyle {\tilde {M}}=M^{-1}}

### 계수 계산
가우스 소거법을 사용하여 행렬의 계수를 계산할 수 있다. {\displaystyle m\times n} 행렬 {\displaystyle M}의 계수는 가우스 소거법을 가하여 얻는 행사다리꼴행렬에서 0이 아닌 행의 계수(즉, 선행 계수의 개수) {\displaystyle r}이다.

## 예
{\displaystyle \left[{\begin{array}{rrr|r}1&3&1&9\\1&1&-1&1\\3&11&5&35\end{array}}\right]\to \left[{\begin{array}{rrr|r}1&3&1&9\\0&-2&-2&-8\\0&2&2&8\end{array}}\right]\to \left[{\begin{array}{rrr|r}1&3&1&9\\0&-2&-2&-8\\0&0&0&0\end{array}}\right]\to \left[{\begin{array}{rrr|r}1&0&-2&-3\\0&1&1&4\\0&0&0&0\end{array}}\right]}

### 해가 유일한 연립 선형 방정식
다음과 같은 선형 방정식이 주어졌다고 하자.
{\displaystyle {\begin{matrix}2u&+&v&+&w&=&5\\4u&-&6v&&&=&-2\\-2u&+&7v&+&2w&=&9\end{matrix}}}
첫 번째 열을 사다리꼴로 놓기 위해, 다음과 같은 기본행연산을 가한다.
1. 첫째 식의 -2배를 둘째 식에 더한다
2. 첫째 식의 1배를 셋째 식에 더한다.

그렇다면 다음과 같다.
{\displaystyle {\begin{matrix}2u&+&v&+&w&=&5\\&-&8v&-&2w&=&-12\\&&8v&+&3w&=&14\end{matrix}}}
두 번째 열을 사다리꼴로 놓기 위해, 다음과 같은 기본행연산을 가한다.
{\displaystyle {\begin{matrix}2u&+&v&+&w&=&5\\&-&8v&-&2w&=&-12\\&&&&w&=&2\end{matrix}}}
이제 행렬이 사다리꼴이 되었다.
그렇다면, 이제 미지수들을 가장 밑의 행으로부터 순서대로 대입하여 계산할 수 있다. 이것을 후방대입(back substitution)이라 한다.
{\displaystyle w=2}
{\displaystyle -8v-2w=-12\implies v=1}
{\displaystyle 2u+v+w=5\implies u=1}

### 해가 유일하지 않거나 없는 연립 선형 방정식
정칙(Nonsingular) 행렬일 경우의 예
(식 2와 3을 바꾸어 해결한다)
- {\displaystyle {\begin{cases}10u+2v+-1w&=\ 27\\-3u+-6v+2w&=\ -61.5\\u+v+5w&=\ -21.5\end{cases}}}

비정칙(Singular) 행렬일 경우의 예
(해가 없는 경우도 있다.)
- {\displaystyle {\begin{cases}u+v+w&=\ ?\\2u+2v+5w&=\ ?\\4u+4v+8w&=\ ?\\\end{cases}}}

- {\displaystyle {\begin{cases}u+v+w&=\ ?\\3w&=\ ?\\4w&=\ ?\end{cases}}}

### 역행렬의 계산
다음과 같은 행렬 {\displaystyle M}의 역행렬을 계산한다고 하자.
{\displaystyle M={\begin{pmatrix}-1&1&2\\3&-1&1\\-1&3&4\end{pmatrix}}}
기본행연산을 가하면, 다음과 같다.
{\displaystyle {\begin{aligned}{\begin{pmatrix}\ A&\vert &I\end{pmatrix}}&\to \left(\left.{\begin{matrix}-1&1&2\\3&-1&1\\-1&3&4\\\end{matrix}}\ \ \right|\ \ {\begin{matrix}1&0&0\\0&1&0\\0&0&1\\\end{matrix}}\right)\\&\to \left(\left.{\begin{matrix}-1&1&2\\0&2&7\\0&2&2\\\end{matrix}}\right|{\begin{matrix}1&0&0\\3&1&0\\-1&0&1\\\end{matrix}}\right)\\&\to \left(\left.{\begin{matrix}-1&1&2\\0&2&7\\0&0&-5\\\end{matrix}}\right|{\begin{matrix}1&0&0\\3&1&0\\-4&-1&1\\\end{matrix}}\right)\\&\to \left(\left.{\begin{matrix}1&-1&-2\\0&1&3.5\\0&0&1\\\end{matrix}}\right|{\begin{matrix}-1&0&0\\1.5&0.5&0\\0.8&0.2&-0.2\\\end{matrix}}\right)\\&\to \left(\left.{\begin{matrix}1&-1&0\\0&1&0\\0&0&1\\\end{matrix}}\ \ \right|\ \ {\begin{matrix}0.6&0.4&-0.4\\-1.3&-0.2&0.7\\0.8&0.2&-0.2\\\end{matrix}}\right)\\&\to \left(\left.{\begin{matrix}1&0&0\\0&1&0\\0&0&1\\\end{matrix}}\ \ \right|\ \ {\begin{matrix}-0.7&0.2&0.3\\-1.3&-0.2&0.7\\0.8&0.2&-0.2\\\end{matrix}}\right)\end{aligned}}}
따라서 {\displaystyle M^{-1}}은 다음과 같다.
{\displaystyle M^{-1}={\begin{pmatrix}-0.7&0.2&0.3\\-1.3&-0.2&0.7\\0.8&0.2&-0.2\end{pmatrix}}}

## 같이 보기
- 사다리꼴행렬
- 크래머 공식

## 참고 문헌
- Abdelwahab Kharab; Ronald B. Guenther (2013). 《An Introduction to Numerical Methods A MATLAB Approach》 [이공학도를 위한 수치해석]. 학산미디어. ISBN 978-89-966211-8-8.